# CIA-Operation CHAOS

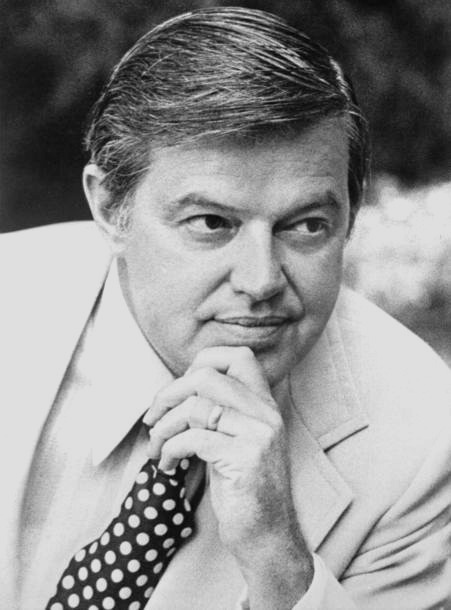
Der von Senator Frank Church geleitete Untersuchungsausschuss Church Committee des US-Kongresses untersuchte ab 1975 illegale Aktivitäten von US-Geheimdiensten und des FBI. Church bilanzierte, dass „der wachsende Missbrauch der Geheimdienste ein größeres, grundlegendes Problem in unseren zentralen Institutionen reflektiert.“

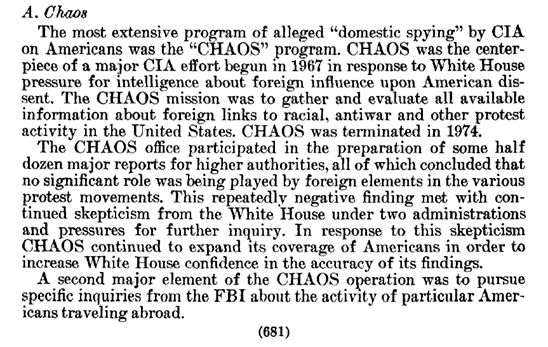
Ausschnitt aus dem Untersuchungsbericht der Church-Kommission

Operation CHAOS war eine in den Jahren 1967 bis 1974 durchgeführte verdeckte Operation des amerikanischen Geheimdienstes CIA zur Überwachung und Bespitzelung von 300.000 Gegnern des Vietnamkriegs sowie von Bürgerrechtsgruppen innerhalb der USA.

## Geschichte
Anlass der Operation war die Vermutung, dass die zahlreichen Bürgerrechts- und Protestbewegungen der 68er-Bewegung in den USA durch sowjetische Geheimagenten gesteuert wurden. Obwohl dies durch die Spionageaktivitäten schnell widerlegt werden konnte, wurden die Aktivitäten jahrelang aufrechterhalten und teilweise sogar verstärkt.
Die Aktion war illegal, weil die CIA nicht im Inland aktiv werden darf und die Überwachung gegen die Verfassung der Vereinigten Staaten verstieß. Geleitet wurde die Operation von Richard Ober. Im Rahmen der Operation wurden u. a. tausende Bürger in einer elektronischen Datenbank ('computerized file') mit dem Namen 'HYDRA' erfasst und ihre Reisebewegungen protokolliert. Dabei erhielt die CIA auch Informationen anderer Behörden und sogar ausländischer Nachrichtendienste, so beispielsweise des FBI und befreundeter europäischer Geheimdienste.
Von der NSA wurde eine Beobachtungsliste mit Zehntausenden Namen von US-Bürgern zur Verfügung gestellt, die aufgrund ihrer Position zum Vietnamkrieg die „nationale Sicherheit gefährden“.
Etwa gleichzeitig wurde ein ähnlicher Kreis von Zielpersonen und -gruppen im Rahmen der Operation COINTELPRO des FBI aktiv unterwandert und mit zum Teil illegalen Methoden an weiterer politischer Betätigung gehindert.
Obwohl CHAOS und ähnliche Programme zum illegalen Ausspionieren von US-Bürgern (Domestic Spying) in mehreren Zwischenberichten an verschiedene hochrangige US-Regierungsmitglieder keinerlei Anzeichen für einen Einfluss ausländischer Mächte, insbesondere der Sowjetunion, auf die Bürgerrechts- und Protestbewegungen ergaben, traf dies auf starke Skepsis zweier aufeinanderfolgender US-Präsidenten – die den Umfang der Überwachungsmaßnahmen jeweils noch erhöhten, um ganz sicherzugehen, dass die berichtete Ergebnislosigkeit tatsächlich korrekt war.
Am 22. Dezember 1974 wurde die illegale Aktion schließlich von dem Enthüllungsjournalisten Seymour Hersh durch einen Artikel in der New York Times aufgedeckt, nachdem dieser einen Insider-Tipp erhalten hatte. Hershs Artikel hatten maßgeblichen Anteil an der Einrichtung einer Untersuchungskommission des US-Kongresses zu illegalen Aktivitäten der CIA, des so genannten Church Committee.
In der Folge wurden zahlreiche CIA-Mitarbeiter entlassen. James Jesus Angleton, der Leiter der Spionageabwehr trat bereits Weihnachten 1974 zurück. Die Spionageabwehr wurde dann von 300 Mitarbeitern auf 80 reduziert.

## Zeitnahe oder gleichzeitige Operationen der CIA
Folgende CIA-Operationen (Auswahl) fanden zeitnah oder gleichzeitig mit der Operation Chaos statt (die meisten davon durch das Office of Security):
- HTLINGUAL (HGLINGUAL)
- Project 2
- Project MERRIMAC
- Project RESISTANCE
- Domestic Contact Service